# 블라디슬라프 밀니코프
블라디슬라프 발레리예비치 밀니코프(러시아어: Владисла́в Вале́рьевич Мы́льников, 러시아어 발음: [vlədʲɪˈslaf vɐˈlʲerʲjɪvʲɪtɕ ˈmɨlʲnʲɪkəf], 2000년 9월 12일~)는 러시아의 펜싱 선수로 주 종목은 플뢰레이다. 2020년 하계 올림픽 남자 플뢰레 단체전에서 은메달을 획득했다.